# 超导现象

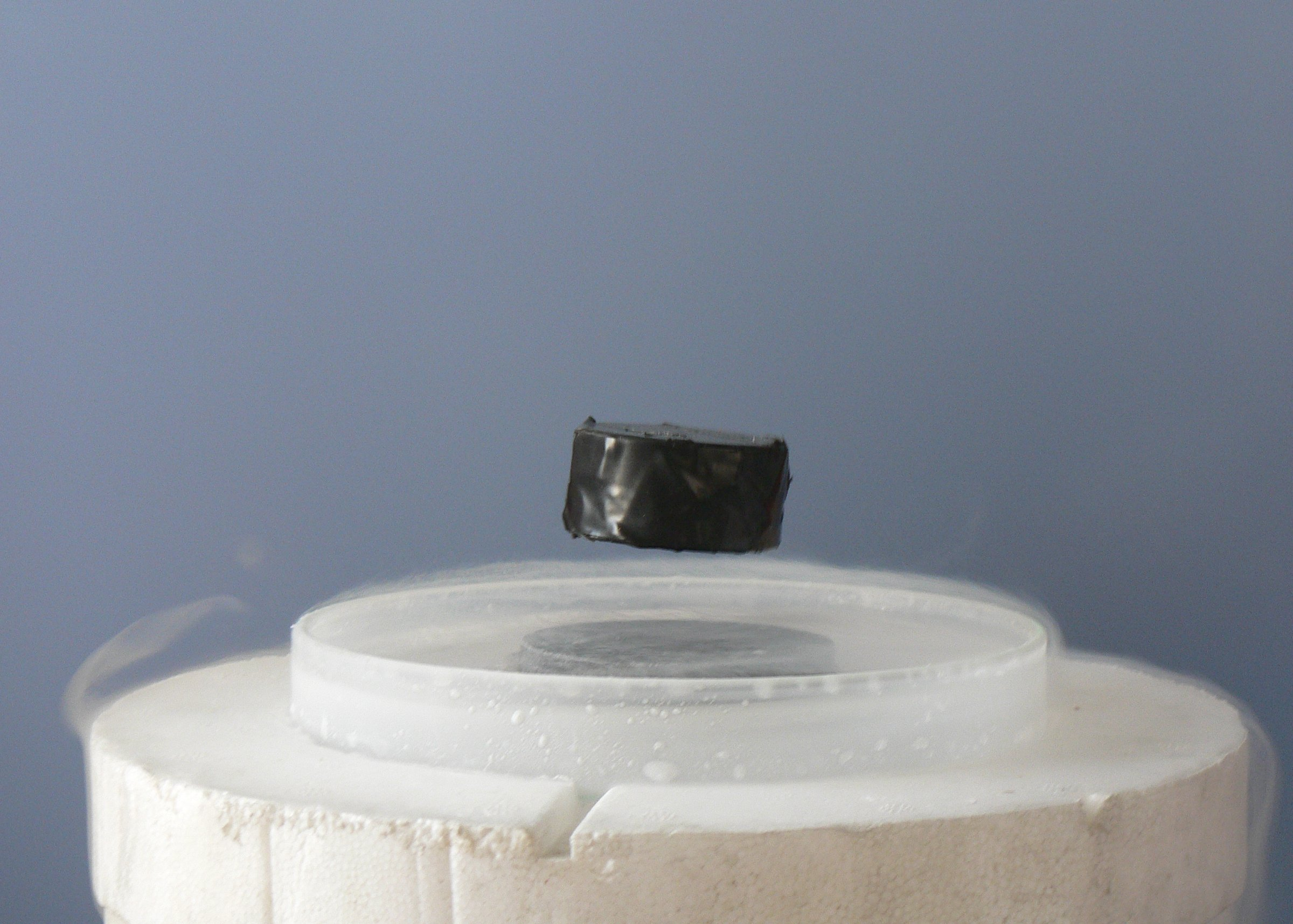
迈斯纳效应中的超導體，具有極大工業潛力

超导现象（英語：Superconductivity）是指材料在低于某一温度时，电阻变为零的现象，而这一温度称为超导转变温度（Tc）。超导现象的特征是零电阻和完全抗磁性。

## 超導體的基本特性

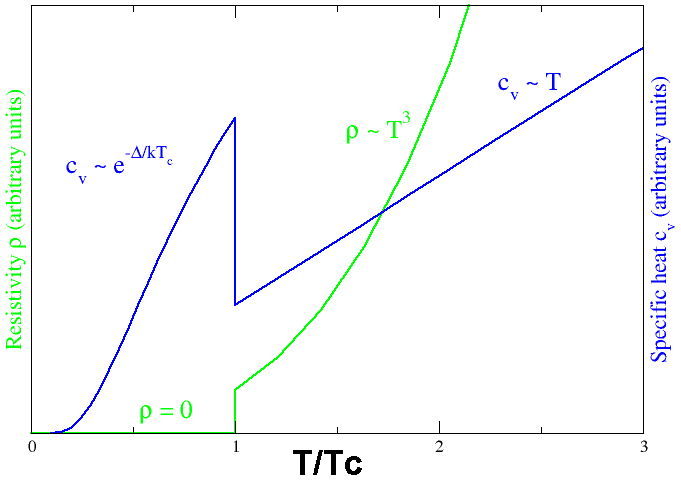
关于超导材料转变时比热（c_{v}）与电阻率（ρ）变化关系的图像

超導現象是指材料在低於某一溫度時，電阻變為零（以目前观测，即使有，也小至10−25欧姆·平方毫米/米以下）的現象，而這一溫度稱為超導轉變溫度（Tc）。超導現象的特徵是零電阻和完全抗磁性。
金屬導體的電阻會隨著溫度降低而逐漸減少。然而，對於普通導體如銅和銀，即使接近絕對零度時，仍然保有最低的電阻值，這是純度和其他缺陷的影響所致。另一方面，超導體的電阻值在低於其"臨界溫度"時，一般出現在絕對溫度20 K或更低時會驟降為零。在超導體線材裡面的電流能夠不斷地持續而不需提供電能。如同磁性和原子能譜等現象，超導特性也是種量子效應。這種性質無法單純靠傳統物理學中理想化的「全導特性」來理解。
超導現象可在各種不同的材料上發生，包括單純的元素如錫和鋁，各種金屬合金和一些經過佈塗的半導體材料。超導現象不會發生在部分金屬（如金和銀），也不會發生在大部分的磁性金屬上。
在1986年發現的銅氧鈣鈦陶瓷材料等系列，即所謂的高溫超導體，具有臨界溫度超過77K的特質，基於各種因素促使學界又再度燃起研究的興趣。對於純研究的領域而言，這些材質呈現一種現象是當時BCS理論所無法解釋的。（依BCS理論，當溫度超過39K，庫珀對會不穩定而無法維持超導狀態。）而且，因為這種超導狀態可在較容易達成的溫度下進行，尤其若能發現具備更高臨界溫度的材料時，則更能實現於業界應用。

## 超導體的分類
超導體的分類沒有唯一的標準，最常用的分類如下：
- 由物理性質分類：可分成第一類超導體和第二類超導體。
- 由超導理論來分類：可分成傳統超導體（若超導機制可用BCS理論解釋）和非傳統超導體（若超導機制不能用BCS理論解釋）。
- 由超導相變溫度來分類：可分成高溫超導體（若可用液態氮冷卻就形成超導體）和低溫超導體（若需要其他技術來冷卻） 。
- 由材料來分類：它們可以是化學元素（如汞和鉛）、合金（如铌钛合金和铌锗合金）、陶瓷（如釔鋇銅氧和二硼化鎂）或有機超導體（如富勒烯和碳納米管，這可能都包括在化學元素之內，因為它們是由碳組成）。

## 发现
1908年，荷兰物理学家海克·卡末林·昂內斯成功将氦气液化，随后在1911年春，昂內斯在用液氦将汞的温度降到4.15 K时，发现汞的电阻降为零。他把这种现象称为超导性。后来昂內斯和其他科学家陆续发现其他一些金属也是超导体。昂內斯因为对生产液氦的贡献以及发现超导现象而获得1913年的诺贝尔物理学奖。

## 完全抗磁性
1933年，德国物理学家瓦尔特·迈斯纳和罗伯特·奥克森菲尔德发现了超导体的完全抗磁性，即当超导体处于超导状态时，超导体内部磁场为零，对磁场完全排斥，即迈斯纳效应。但当外部磁场大于临界值时，超导性被破坏。

## 原理

### 伦敦方程
解释超导现象最早的理论是由弗里茨·倫敦和海因茨·倫敦兄弟在1935年提出的伦敦方程。这套方程基于经典电磁学理论并能有效的解释迈斯纳效应。根据伦敦方程，超导体内部的电场 E 以及磁场 B 可以表述为以下关系(高斯单位制cgs)：
{\displaystyle {\frac {\partial \mathbf {j} _{s}}{\partial t}}={\frac {n_{s}e^{2}}{m}}\mathbf {E} ,\qquad \mathbf {\nabla } \times \mathbf {j} _{s}=-{\frac {n_{s}e^{2}}{m}}\mathbf {B} .}
第一个方程说明了超导体零电阻，即无穷大电导的特性，第二个方程结合馬克士威方程組可以推导出磁场只能穿透超导体的表面，这个穿透深度称之为伦敦穿透深度，超导体内部的磁场则为零，即是迈斯纳效应。

### BCS理论
1957年，美国物理学家约翰·巴丁、利昂·庫珀、约翰·施里弗提出了以他们姓氏首字母命名的BCS理论，用于解释超导现象的微观机理。BCS理论认为：晶格的振动，稱為聲子（Phonon），使自旋和动量都相反的两个电子组成动量为零、總自旋為零的库珀对，稱為電聲子交互作用。由於库珀对的總自旋為零，適用量子統計力学中玻色子的理论，库珀对如同超流體可以绕过晶格缺陷杂质流动从而无阻碍地形成超導電流。巴丁、库珀、施里弗因此获得1972年的诺贝尔物理学奖。
不過，BCS理論并無法成功的解釋所謂非常規超導體，或高溫超導的現象。

## 高温超导体

超导临界温度时间线 1900 to 2015

自1911年发现超导现象的很长一段时间内，物理学家认为超导的上限温度不会超过30 K。后来发现的超导临界温度高于30 K的都被称为高温超导体。1953年，科学家发现了合金超导体硅化钒。1986年1月，德国科学家约翰内斯·贝德诺尔茨和瑞士科学家卡尔·米勒发现陶瓷性金属氧化物可以作为超导体，开启了铜基高温超导体的时代，从而获得了1987年诺贝尔物理学奖。1987年，美国华裔科学家朱经武與台灣物理學家吳茂昆以及大陆科学家赵忠贤相继在钇－钡－铜－氧系材料上把临界超导温度提高到90K以上，液氮的“温度壁垒”（77K）也被突破了。1987年底，铊－钡－钙－铜－氧系材料又把临界超导温度的记录提高到125K。从1986年－1987年的短短一年多的时间里，临界超导温度提高了近100K。大約1993年，鉈－汞－銅－鋇－鈣－氧系材料又把临界超导温度的记录提高到138K。
2008 年，東京工業大學的細野秀雄与其合作者发现了新的一类铁基超导体LaO1-xFxFeAs(超导临界温度26 K)。随后，铁基超导体的超导临界温度很快被提高到55 K。2012年，清华大学的薛其坤及其合作者发现生长在SrTiO3衬底上的单原子层FeSe具有高于77 K的超导临界温度，这也是目前铁基超导体的最高超导临界温度记录。
铜基超导体和铁基超导体都是非传统超导体，即是非BCS超导体，电子声子耦合不能解释这两个体系的超导现象，目前还没有统一的理论来解释这两类非传统超导体。
2015年，物理學者發現，硫化氫在極度高壓的環境下(至少150GPa，也就是約150萬標準大氣壓)，約於溫度203K （-70 °C）時會發生超導相變，是目前已知最高溫度的超導體。非常有趣的是，硫化氫属于传统BCS超导体，这一发现也重新开拓了传统超导体的新领域。
2018年3月僅21歲的中國物理學生曹原在《自然》期刊上以第一作者發表兩篇論文，內容是試驗發現兩層石墨烯以1.1度的偏轉夾角疊起來時實現了1.7K溫度下的超導，此種超導方式雖然離高溫超導甚遠，但重大價值在於向揭開超導原理的成因邁出一大步，一種絕緣體或不良導體透過參雜與變換突然變成超導體，是眾多當前熱門銅氧系超導材料的特性，所以石墨這種本質上如此常見的物質僅僅是薄化成了石墨烯再用特定方式堆疊就出現超導特性，大大減少了推理解決超導之謎的參數複雜度，此發現的重大線索特性讓自然雜誌在論文刊出3天後撰寫了一篇編輯評論《驚人的石墨稀發現與解開超導秘密》，認為這種思維路徑很可能指引一條道路最終解開超導之謎，從而能用推演設計法製造出一種地球環境的常溫超導體。羅伯特·勞夫林（1998年諾貝爾物理獎得主）發表文章認為這給出了「一個令人目眩的暗示」，也許超導體成因沒有想像中複雜，終有一天能輕易用一套物理計算法算出怎樣的物質在怎樣情境下能超導，那時瞬間就能推理設計出常溫超導體，大幅改變科技進程。

## 应用

### 超导磁感应加热
超导磁感应加热技术，利用了超导线圈不发热的特性，实现高效率的铝锻造。2022年1月20日，高温超导感应加热实现航空高端铝型材锻造领域应用。2023年这项技术正处于应用推广阶段，逐渐扩展到中型铝热加工和钛加工领域。

### 超导电缆
随着超导带材的发展，超导电缆逐渐发展起来。